# Kniven mot strupen
Kniven mot strupen är en svensk realityserie som visas på TV3, där en kock i varje avsnitt får fem dagar på sig att hjälpa en konkurshotad restaurang till att bli en mer lönsam. Alexander Nilson var kock till och med den sjätte säsongen och Claes "Svartzonker" Claesson är kock från och med den sjunde säsongen. Programmets format är baserat på Gordon Ramsays Elake kocken.

## Avsnitt

### Säsong 1: 2009-2010
| Nr | Nr | Restaurang                      | Plats     | Premiärdatum     | Antal tittare |
| -- | -- | ------------------------------- | --------- | ---------------- | ------------- |
| 1  | 1  | Dal Cuore                       | Malmö     | 19 november 2009 | 296 000       |
| 2  | 2  | Château Lounge                  | Halmstad  | 26 november 2009 | 305 000       |
| 3  | 3  | s/s Norrtelje                   | Norrtälje | 3 december 2009  | 331 000       |
| 4  | 4  | WestGöte Wärdshus               | Habo      | 10 december 2009 | 305 000       |
| 5  | 5  | Bykrogen                        | Lindome   | 17 december 2009 | 277 000       |
| 6  | 6  | Lissma Nostalgi Park            | Huddinge  | 14 januari 2010  | 392 000       |
| 7  | 7  | Trapper Bar                     | Avesta    | 21 januari 2010  | 380 000       |
| 8  | 8  | Loftet                          | Flen      | 28 januari 2010  | 225 000       |
| 9  | 9  | Vassmolösa gästis               | Kalmar    | 4 februari 2010  | 279 000       |
| 10 | 10 | Tusen och en natt (sedan West.) | Västerås  | 11 februari 2010 | 360 000       |

### Säsong 2: 2010
| Nr | Nr | Restaurang         | Plats       | Premiärdatum      | Antal tittare |
| -- | -- | ------------------ | ----------- | ----------------- | ------------- |
| 11 | 1  | Restaurang Mitropa | Norrköping  | 20 maj 2010       | 309 000       |
| 12 | 2  | Down Town          | Falkenberg  | 27 maj 2010       | 276 000       |
| 13 | 3  | Den Glada Krogen   | Nora        | 3 juni 2010       | 296 000       |
| 14 | 4  | The Square         | Kungsbacka  | 10 juni 2010      | 282 000       |
| 15 | 5  | Norrskensgården    | Umeå        | 17 juni 2010      | 273 000       |
| 16 | 6  | Restaurang Olai    | Norrköping  | 2 september 2010  | 259 000       |
| 17 | 7  | Catellin           | Stockholm   | 9 september 2010  | 282 000       |
| 18 | 8  | Aidi's             | Oskarshamn  | 16 september 2010 | 296 000       |
| 19 | 9  | Linderuds vägkrog  | Mellerud    | 23 september 2010 | 316 000       |
| 20 | 10 | Pub Punkten        | Helsingborg | 30 september 2010 | 277 000       |

### Säsong 3: 2011
| Nr | Nr | Restaurang                          | Plats        | Premiärdatum  | Antal tittare |
| -- | -- | ----------------------------------- | ------------ | ------------- | ------------- |
| 21 | 1  | Wild West                           | Borlänge     | 15 mars 2011  | 233 000       |
| 22 | 2  | Alta Marea                          | Göteborg     | 22 mars 2011  | 246 000       |
| 23 | 3  | Casa Linga                          | Växjö        | 29 mars 2011  | 248 000       |
| 24 | 4  | Golden Horn                         | Osby         | 5 april 2011  | 262 000       |
| 25 | 5  | Bistro Solsidan                     | Saltsjöbaden | 12 april 2011 | 242 000       |
| 26 | 6  | Romeo (sedan Den Glada Schweizaren) | Boden        | 19 april 2011 | 248 000       |
| 27 | 7  | Kalimera                            | Stockholm    | 26 april 2011 | 225 000       |
| 28 | 8  | Oxie bykrog (sedan Oxen)            | Oxie         | 10 maj 2011   | 227 000       |
| 29 | 9  | Karaveller (sedan Hamngatan 20)     | Trelleborg   | 17 maj 2011   | 337 000       |
| 30 | 10 | Alexandra                           | Hjo          | 24 maj 2011   | 293 000       |

### Säsong 4: 2012
| Nr | Nr | Restaurang                 | Plats      | Premiärdatum | Antal tittare |
| -- | -- | -------------------------- | ---------- | ------------ | ------------- |
| 31 | 1  | Glenns Restaurang          | Göteborg   | 2 maj 2012   | 291 000       |
| 32 | 2  | Altona                     | Sölvesborg | 9 maj 2012   | 156 000       |
| 33 | 3  | Swedbar & Kök              | Fagersta   | 16 maj 2012  | 236 000       |
| 34 | 4  | Mousquet                   | Söderhamn  | 23 maj 2012  | 282 000       |
| 35 | 5  | Akropolis                  | Nässjö     | 30 maj 2012  | 208 000       |
| 36 | 6  | Restaurang Våg             | Stockholm  | 13 juni 2012 | 183 000       |
| 37 | 7  | Sundbyholms golfrestaurang | Eskilstuna | 20 juni 2012 | 205 000       |

### Säsong 5: 2013
| Nr | Nr | Restaurang         | Plats     | Premiärdatum  | Antal tittare |
| -- | -- | ------------------ | --------- | ------------- | ------------- |
| 38 | 1  | Brännebrona gästis | Götene    | 11 april 2013 | 190 000       |
| 39 | 2  | Kalmarsand         | Bålsta    | 18 april 2013 | 159 000       |
| 40 | 3  | Gäddede Hotell     | Gäddede   | 6 juni 2013A  | 169 000       |
| 41 | 4  | Lilla Helvetet     | Halmstad  | 25 april 2013 | 212 000       |
| 42 | 5  | Strandbaren        | Öckerö    | 2 maj 2013    | 150 000       |
| 43 | 6  | Garlic House       | Ronneby   | 9 maj 2013    | 183 000       |
| 44 | 7  | Gästgivaregård     | Kolbäck   | 16 maj 2013   | 91 000        |
| 45 | 8  | Mona-Lisa          | Mörrum    | 23 maj 2013   | 176 000       |
| 46 | 9  | Degernäs herrgård  | Degerfors | 30 maj 2013   | 236 000       |

A = S05E03 Sändes sist efter en medverkandes önskan

### Säsong 6: 2015
| Nr | Nr | Restaurang                          | Plats                 | Premiärdatum  | Antal tittare |
| -- | -- | ----------------------------------- | --------------------- | ------------- | ------------- |
| 47 | 1  | Restaurant Royal Bleu               | Karlstad              | 7 april 2015  | 168 000       |
| 48 | 2  | La Luna                             | Norrköping (Hageby)   | 14 april 2015 | 243 000       |
| 49 | 3  | Kolgrillen Kök & Bar (sedan Valvet) | Mölndal               | 21 april 2015 | 212 000       |
| 50 | 4  | Balthazar                           | Malmö                 | 28 april 2015 | 197 000       |
| 51 | 5  | Rajdoot Restaurang                  | Stockholm (Södermalm) | 5 maj 2015    | 139 000       |
| 52 | 6  | Enzo Sportsbar                      | Limhamn               | 12 maj 2015   | 136 000       |
| 53 | 7  | Restaurang Peder Hans               | Malmö (Jägersro)      | 19 maj 2015   | 128 000       |
| 54 | 8  | Runt Hörnet                         | Trelleborg            | 26 maj 2015   | 188 000       |
| 55 | 9  | Restaurang 3:an                     | Storuman              | 2 juni 2015   | 148 000       |
| 56 | 10 | Gastronomia Italiana                | Örnsköldsvik          | 9 juni 2015   | 151 000       |

### Säsong 7: 2016
| Nr | Nr | Restaurang                     | Plats     | Premiärdatum     | Antal tittare |
| -- | -- | ------------------------------ | --------- | ---------------- | ------------- |
| 57 | 1  | Sandra                         | Lund      | 10 oktober 2016  | 156 000       |
| 58 | 2  | Restaurang Havspiren           | Norrtälje | 17 oktober 2016  | 182 000       |
| 59 | 3  | Restaurang Gärdet              | Stockholm | 24 oktober 2016  | 165 000       |
| 60 | 4  | Tre Hammare                    | Bjärnum   | 31 oktober 2016  | 163 000       |
| 61 | 5  | Restaurang Astuen              | Visby     | 7 november 2016  | 132 000       |
| 62 | 6  | Ettans kök                     | Kolmården | 14 november 2016 | 128 000       |
| 63 | 7  | 43:ans kvarterskrog            | Linköping | 21 november 2016 | 166 000       |
| 64 | 8  | Stantons pizzeria & salladsbar | Varberg   | 28 november 2016 | 154 000       |

## Programmet i olika länder
| Land           | Titel                           | TV-kanal  | Kock                | Årtal                           | Källor |
| -------------- | ------------------------------- | --------- | ------------------- | ------------------------------- | ------ |
| Brasilien      | Kitchen Nightmares              | Band      | Alex Atala          | 8 juni 2012 - pågår             | [ 2 ]  |
| Danmark        | Med kniven for struben          | TV3       | Bo Bech             | 6 mars 2007 – pågår             | [ 3 ]  |
| Finland        | Kuppilat kuntoon, Jyrki Sukula! | Nelonen   | Jyrki Sukula        | 27 september 2012 – pågår       | [ 4 ]  |
| Estland        | Köögikubjas                     | Kanal2    | Juha Matti Rantanen | 2011 – 2012                     | [ 5 ]  |
| Frankrike      | Cauchemar en cuisine            | M6        | Philippe Etchebest  | 18 april 2011 – pågår           | [ 6 ]  |
| Polen          | Kuchenne rewolucje              | TVN       | Magda Gessler       | 6 mars 2010 – pågår             | i.u.   |
| Spanien        | Pesadilla en la cocina          | laSexta   | Alberto Chicote     | 25 september 2012 – pågår       | [ 7 ]  |
| Sverige        | Kniven mot strupen              | TV3       | Alexander Nilson    | 19 november 2009 – pågår        | [ 8 ]  |
| Storbritannien | Kitchen Nightmares              | Channel 4 | Gordon Ramsay       | 27 april 2004 – 30 januari 2009 | i.u.   |
| USA            | Kitchen Nightmares              | Fox       | Gordon Ramsay       | 19 september 2007 – pågår       | }      |